# Meine Zeit
Meine Zeit ist ein Studioalbum des österreichischen Liedermachers Rainhard Fendrich aus dem Jahre 2010.

## Titelliste
| #   | Titel                             | Länge |
| --- | --------------------------------- | ----- |
| 1.  | Pures Gold                        | 4:59  |
| 2.  | Der Mensch ist wie er ist         | 3:47  |
| 3.  | Luise                             | 3:08  |
| 4.  | Mehr                              | 3:23  |
| 5.  | Wen wundert's                     | 4:45  |
| 6.  | Bussi, Bussi                      | 2:55  |
| 7.  | Ich hab es nie bereut             | 3:42  |
| 8.  | Partyluder                        | 3:45  |
| 9.  | Jeder weiß es                     | 3:53  |
| 10. | September ist meine Zeit          | 4:59  |
| 11. | Neider                            | 3:33  |
| 12. | Mein erster Gedanke               | 3:20  |
| 13. | Wenn du denkst es geht nicht mehr | 3:11  |
| 14. | Mei letztes Liad                  | 3:15  |
| 15. | Abschied                          | 4:07  |
| 16. | Pures Gold (Reprise)              | 0:54  |

## Lieder

### Abschied
Das Lied Abschied widmete Fendrich seinem 2007 verstorbenen Freund Georg Danzer. Das Lied erzählt von den beiden, wie sie auf einem Felsen sitzen und Danzer Fendrich beibringt, dass er die Diagnose bekommen hat und es deswegen mit ihm zu Ende geht. Im Laufe des Liedes wird Danzers Ende thematisiert und Fendrichs Umgang damit.